# Cova Negra de Mata-solana
La Cova Negra de Mata-solana, és un cova del terme municipal de Llimiana, al Pallars Jussà.
Està situada a l'extrem sud-est del terme municipal, ran del límit amb Gavet de la Conca (antic terme de Sant Salvador de Toló. És al sud-oest del poble de Mata-solana, a ponent de l'Hostal Roig.